# صموئيل إس. فيلبس
صموئيل إس. فيلبس (بالإنجليزية: Samuel S. Phelps) هو قاضي ومحامي وسياسي أمريكي، ولد في 13 مايو 1793 في ليتشفيلد في الولايات المتحدة، وتوفي في 25 مارس 1855 في ميدلبوري في الولايات المتحدة. حزبياً، نشط في حزب اليمين. وقد انتخب عضو مجلس نواب فيرمونت وانتخب عضو مجلس الشيوخ الأمريكي.